# جاكي غيرا
جاكي غيرا (بالإنجليزية: Jackie Guerra)‏ هي ممثلة أمريكية، ولدت في 25 يوليو 1965.

## وصلات خارجية
- جاكي غيرا على موقع IMDb (الإنجليزية)
- جاكي غيرا على موقع قاعدة بيانات الفيلم (الإنجليزية)